# Athylia similis
Athylia similis är en skalbaggsart som först beskrevs av Fisher 1925.  Athylia similis ingår i släktet Athylia och familjen långhorningar. Inga underarter finns listade.